# Ranchería Guasachique
Ranchería Guasachique är en ort i Mexiko.   Den ligger i kommunen Guadalupe y Calvo och delstaten Chihuahua, i den nordvästra delen av landet, 1 100 km nordväst om huvudstaden Mexico City. Ranchería Guasachique ligger 2 276 meter över havet och antalet invånare är 119.
Terrängen runt Ranchería Guasachique är kuperad. Runt Ranchería Guasachique är det mycket glesbefolkat, med 6 invånare per kvadratkilometer. Närmaste större samhälle är Barbechitos, 9,8 km väster om Ranchería Guasachique. I omgivningarna runt Ranchería Guasachique växer huvudsakligen savannskog.